# 1846 a vasúti közlekedésben
Ez a szócikk a 1846-ban történt vasúti eseményeket mutatja be.

## Események Magyarországon
- július 15. - Megnyílik Magyarország első vasútvonala Pest és Vác között. Jelenleg a vonal a MÁV 70-es számú vonala.